# The Rolling Stones (альбом)
«The Rolling Stones» — дебютний альбом гурту «The Rolling Stones», виданий 16 квітня 1964 року у Великій Британії лейблом Decca Records. 30 травня 1964 платівка вийшла у США під назвою «England's Newest Hit Makers» на лейблі London Records. Американська версія альбому відрізняється наявністю композиції «Not Fade Away» замість «Mona (I Need You Baby)», яка присутня в англійській версії; також було змінено порядок пісень на стороні «А».
Альбом займав першу позицію в UK Albums Chart із 2 травня по 25 липня 1964 року і в австралійському Kent Music Report з 16 січня по 5 лютого 1965 року; в американському Billboard 200 альбом досяг № 11.

## Список пісень

### Британська версія
| Сторона 1 | Сторона 1                                                 | Сторона 1                 | Сторона 1  |
| #         | Назва                                                     | Автор                     | Тривалість |
| --------- | --------------------------------------------------------- | ------------------------- | ---------- |
| 1.        | «Route 66»                                                | Боббі Трауп               | 2:20       |
| 2.        | «I Just Want to Make Love to You»                         | Віллі Діксон              | 2:17       |
| 3.        | «Honest I Do»                                             | Джиммі Рід                | 2:09       |
| 4.        | «I Need You Baby»                                         | Еллас Макденієл           | 3:33       |
| 5.        | «Now I've Got a Witness (Like Uncle Phil and Uncle Gene)» | Нанкер Фелдж              | 2:29       |
| 6.        | «Little by Little»                                        | Нанкер Фелдж, Філ Спектор | 2:39       |

| Сторона 2 | Сторона 2                      | Сторона 2                                 | Сторона 2  |
| #         | Назва                          | Автор                                     | Тривалість |
| --------- | ------------------------------ | ----------------------------------------- | ---------- |
| 7.        | «I'm a King Bee»               | Слім Гарпо                                | 2:35       |
| 8.        | «Carol»                        | Чак Беррі                                 | 2:33       |
| 9.        | «Tell Me (You're Coming Back)» | Мік Джаггер, Кіт Річардс                  | 4:05       |
| 10.       | «Can I Get a Witness»          | Браян Холланд, Лемонт Дозье, Едді Холланд | 2:55       |
| 11.       | «You Can Make It If You Try»   | Тед Джарретт                              | 2:01       |
| 12.       | «Walking the Dog»              | Руфус Томас                               | 3:10       |

### Американська версія
| Сторона 1 | Сторона 1                         | Сторона 1                 | Сторона 1  |
| #         | Назва                             | Автор                     | Тривалість |
| --------- | --------------------------------- | ------------------------- | ---------- |
| 1.        | «Not Fade Away»                   | Бадді Холлі, Норман Петти | 1:48       |
| 2.        | «Route 66»                        | Боббі Трауп               | 2:20       |
| 3.        | «I Just Want to Make Love to You» | Віллі Діксон              | 2:17       |
| 4.        | «Honest I Do»                     | Джиммі Рід                | 2:09       |
| 5.        | «Now I've Got a Witness»          | Нанкер Фелдж              | 2:29       |
| 6.        | «Little by Little»                | Нанкер Фелдж, Філ Спектор | 2:39       |

| Сторона 2 | Сторона 2                    | Сторона 2                                 | Сторона 2  |
| #         | Назва                        | Автор                                     | Тривалість |
| --------- | ---------------------------- | ----------------------------------------- | ---------- |
| 7.        | «I'm a King Bee»             | Слім Харпо                                | 2:35       |
| 8.        | «Carol»                      | Чак Беррі                                 | 2:33       |
| 9.        | «Tell Me»                    | Мік Джаггер, Кіт Річардс                  | 4:05       |
| 10.       | «Can I Get a Witness»        | Браян Холланд, Лемонт Дозье, Едді Холланд | 2:55       |
| 11.       | «You Can Make It If You Try» | Тед Джарретт                              | 2:01       |
| 12.       | «Walking the Dog»            | Руфус Томас                               | 3:10       |

## Сертифікація
| Країна      | Сертифікація | Продажі | Джерело |
| ----------- | ------------ | ------- | ------- |
| Канада CRIA | Платиновий   | 100 000 | [ 2 ]   |
| США RIAA    | Золотий      | 500 000 | [ 3 ]   |

## Учасники запису
- Мік Джаггер — вокал, бек-вокал, губна гармоніка, перкусія
- Кіт Річардс — гітара, бек-вокал
- Браян Джонс — гітара, губна гармоніка, перкусія, бек-вокал
- Білл Ваймен — бас-гітара, бек-вокал
- Чарлі Воттс — ударні, перкусія

Запрошені музиканти
- Джин Пітні — фортепіано («Little by Little»)
- Філ Спектор — маракаси («Little by Little»)
- Аян Стюарт — орган, фортепіано